# Belfius
Pour les articles homonymes, voir Dexia.
Belfius, connue avant le 1er mars 2012 sous le nom de Dexia Banque Belgique est une société de service de banque et d’assurances. C’est une société anonyme à caractère commercial dont la vocation première était de répondre aux besoins des collectivités locales. Elle provient du démantèlement du groupe Dexia dont elle faisait partie jusqu’au 10 octobre 2011. Elle a été achetée par l’État belge pour 4 milliards d’euros. Son siège social se trouve à Bruxelles.

## Activités
Les activités principales de Belfius Banque et Assurances sont l’octroi de crédit au secteur public, l’offre de services financiers aux particuliers et aux entreprises (retail et banque commerciale) ainsi que les assurances.

## Historique

### 1860-1996: Crédit Communal de Belgique
En 1860, le Crédit Communal de Belgique est créé, chargé d’octroyer des crédits aux communes pour leurs investissements. Société anonyme, le Crédit Communal est une banque à caractère coopératif dont les communes sont actionnaires. Ainsi, celles qui voudraient y emprunter devaient y souscrire des actions pour au moins 5 % du montant de leur emprunt.
En 1947, le Crédit Communal développe un réseau d’agences pour récolter directement l’épargne auprès du public via des carnets de dépôts. En 1960, le réseau est professionnalisé, ce qui vise à diversifier les opérations et fidéliser une clientèle de particuliers, en élargissant la gamme de produits et de services.
En 1990, le Crédit Communal commence son expansion internationale de la banque avec la création de Cregem International Bank au Grand-Duché de Luxembourg, spécialisée dans la gestion de fortune. En 1991, la banque continue son expansion internationale en prenant 25 % du capital de la Banque internationale à Luxembourg (BIL), première banque du Grand-duché de Luxembourg. Début 1992, le Crédit communal monte à 51 % dans le capital de la BIL.

### 1924-2001: BACOB / Artesia
En 1924 est fondée la Coopération Ouvrière Belge (COB) qui est à l’origine de la Banque BACOB et Les AP (nl).
En 1997, la banque BACOB (nl) prend une participation majoritaire dans le capital de la Banque Paribas Belgique qui deviendra ensuite la Banque Artesia. En 1999, le nouveau groupe prend le nom de Artesia Banking Corporation et se compose de la banque retail (BACOB), la société d’assurances (Les AP), la banque d’affaires (Banque Artesia) et l’Asset Manager (Cordius).

### 1996-2012: Dexia
En 1996, le Crédit Communal de Belgique (présidé par François Narmon) s'allie au Crédit local de France pour donner naissance à Dexia.
En 1997, Dexia prend une participation de 40 % dans la banque italienne Crediop, première banque privée spécialisée dans le financement des collectivités locales italiennes. En 1998, Dexia porte à hauteur de 60 % sa participation dans le capital de Crediop.
À partir de novembre 1999, le titre de Dexia est coté à Bruxelles (BEL20) et Paris (CAC 40), et entre à la Bourse de Luxembourg. Le groupe engage des développements importants dans le secteur de l’assurance en France, en Belgique et en Allemagne.
En 2000, Dexia rachète Financial Security Assurance (FSA) aux États-Unis, l’un des leaders du rehaussement de crédit des obligations municipales ; Dexia devient le leader mondial sur le marché des services financiers au secteur public et opère alors dans la quasi-totalité des pays de l’Union européenne.
En 2001, Dexia fait l'acquisition d’Artesia Banking Corporation, un groupe bancaire qui exerce des activités de banque de détail (BACOB), d’assurances (LAP), de banque d’affaires (Artesia) et de Gestion d'actifs (Cordius). La participation dans Crediop monte à 70 %, et Dexia prend également le contrôle d’Otzar Hashilton Hamekomi, une banque israélienne spécialisée dans le financement de collectivités locales.
En 2002, le réseau d’agences BACOB en Belgique est intégré au groupe bancaire.
Ces fusions ont permis à Dexia d'étendre sa clientèle retail de +15 à +25 %, de devenir l’un des leaders du marché dans le domaine de la bancassurance et un acteur à part entière pour les activités de banque privée, de se positionner dans le top 3 du marché belge pour la gestion de patrimoine et de maintenir une position de banquier de référence du secteur public et non-profit.
En 2006, Dexia fait l'acquisition de la banque turque Denizbank pour 2,6 milliards d'euros.

### 2011: le démantèlement éclair
Début septembre 2011, François Baroin convoque Augustin de Romanet, directeur général de la Caisse des dépôts et consignations (CDC), et son numéro deux, Antoine Gosset-Grainville, pour une situation urgente : Dexia est au bord du gouffre, les marchés ne veulent plus lui prêter d'argent depuis que Standard & Poor's l'a placé sous surveillance. Ils décident que la Caisse des dépôts viendra en aide à Dexia, au risque de se faire emporter dans la tourmente.
Le 5 septembre 2011, Jos Clijsters, alors conseiller au comité de direction de Dexia SA, est nommé président du comité de direction de Dexia Banque Belgique en remplacement de Stefaan Decraene, quittant le groupe pour une fonction internationale dans une autre banque BNP-PARIBAS[Laquelle ?].
Le 3 octobre 2011, la société de notation financière Moody's place les notes de crédit de Dexia sous surveillance négative. La banque perd alors l'accès à 25 milliards d'euros de financements non sécurisés.
Le lendemain, le mardi 4 octobre 2011, le cours de Dexia a baissé de 40 % à l'ouverture de la bourse, et sa clientèle retire en un jour 300 millions d’euros de la banque. En réaction à ces informations, les gouvernements belges et français déclarèrent se porter garant de la banque et vouloir scinder l’entreprise afin de sauver les parties saines et isoler les risques : la France s'assure que ce sauvetage se fera comme en 2008, c'est-à-dire avec une participation belge de 60,5 %, une participation française de 36,5 %, et une participation luxembourgeoise de 3,5 %. À la fin de la semaine, les clients de Dexia ont retiré un total de 2,5 milliards d'euros.
Le 10 octobre 2011 a lieu l’annonce de la reprise du pôle belge du groupe Dexia, Dexia Banque Belgique, par l’État belge, pour 3,73 milliards d’euros (4 milliards moins 270 millions). L’État belge décida également de participer, à hauteur de 60,5 %, au dispositif de garantie de financement au bénéfice de Dexia SA (60,5 % de 90 milliards, soit 54,45 milliards).
Le 11 octobre 2011, un fonds d'investissement appartenant à la famille royale du Qatar rachète Dexia BIL - qui emploie 5 500 personnes, dont 300 au Luxembourg, et dont dépend la filiale suisse Dexia Banque Privée SA - pour une somme non-communiquée. Cette vente s'était préparée en anticipation à la crise qui s'annonça, et l'État du Luxembourg a également participé à ce rachat.

### 2012: Belfius
Le 1er mars 2012, Dexia Banque Belgique devient Belfius Banque et Assurances. Le nouveau nom Belfius est composé de « Bel » pour « Belgique », « fi » pour « finances » et « us » (en anglais), pour « nous ». Le nouveau nom, qui a été imaginé par un membre du personnel de la banque (Wim Annerel), a fuité la veille au soir de l'annonce officielle sur plusieurs média belges, dont la chaîne de télévision VTM. L'objectif de ce changement de nom est de distinguer la nouvelle entité bancaire du holding Dexia, en démantèlement mais toujours coté en bourse.
En juin 2012, le groupe revend la banque turque Denizbank à la banque semi-publique russe Sberbank pour 3,01 milliards d'euros.
Le 1er janvier 2014, Jos Clijsters quitte sa fonction de président du comité de direction pour la fonction de président du conseil d'administration. Marc Raisière lui succède à la présidence du comité de direction.

### 2016: Lancement deThe Studio
En avril 2016, Accenture et Belfius nouent un partenariat stratégique en s'alliant pour créer « Belfius Fintech Studio ». Studio est le laboratoire d'innovation digitale de Belfius, installé dans un loft du centre de Bruxelles, proche des Halles Saint-Hubert.
Studio est principalement actif dans les « solutions de banque mobile et d'analyse », des « solutions de paiement à l'ère de l'internet des objets » et de la « robotique dans les services financiers ».
Studio a notamment lancé le service Pengo.me en février 2017. Pengo est une solution de paiement entre amis via un chat-bot Facebook Messenger ou via l'application Belfius Mobile.

### Nom et identité visuelle (logo)

Logo Belfius.

## Autres activités

### Sponsoring
Belfius est le partenaire principal de l’équipe de basket Belfius Mons-Hainaut (Hommes) et de l'équipe de basket BC Namur-Capitale (Dames). Plus récemment[Quand ?], Belfius est devenu, avec Candriam partenaire principal de l'Association Royale Belge de Hockey,.

### Belfius Classics
Le concours national de Musique et des Arts de la parole Belfius Classics, organisé annuellement par Belfius, était un concours destiné aux élèves des académies communales belges qui suivaient un enseignement artistique de type court à horaire décalé. Il fut organisé 50 années durant et, pour la dernière fois, en 2015.

### Œuvres d’art
Belfius est propriétaire de la Collection Belfius, une collection de plus de 4 500 œuvres d'art. Cette collection est née de la fusion des œuvres d'art que possédaient les anciens Crédit Communal, Paribas Belgique et BACOB. Grâce à l'initiative Belfius Open Art, la collection est dans une certaine mesure ouverte au public au siège principal de Belfius à Bruxelles, place Rogier (Tour Belfius).
Belfius Art est une initiative de Belfius Banque, un concours organisé en collaboration avec les organisations faîtières de l’enseignement artistique à temps partiel Codibel (het Comité van Directeurs Beeldende Kunst) et ADEAP (l’Association des Directeurs de l'Enseignement des Arts plastiques et de Promotion socio-culturelle). Il s’adresse aux étudiants en art plastique des académies belges qui organisent l’enseignement artistique à temps partiel.

### Prix de la presse
Belfius organise chaque année les Prix de la presse Belfius, un concours annuel qui récompense les meilleurs articles ou séries d’articles, reportages audiovisuels et photos publiés ou diffusés dans les médias durant l’année écoulée.

### Mécénat
Jusqu'en juin 2019, Belfius était engagée dans le mécénat de solidarité en Belgique via la Belfius Foundation.